# Евстафіос Тавларідіс
Евстафіос Тавларідіс (грец. Ευστάθιος Ταυλαρίδης, нар. 25 січня 1980, Сере) — грецький футболіст, що грав на позиції захисника.
Виступав, зокрема, за «Лілль» та «Сент-Етьєн», а також національну збірну Греції.

## Клубна кар'єра
У дорослому футболі дебютував 1997 року виступами за команду «Іракліс», в якій провів чотири сезони, взявши участь у 65 матчах чемпіонату.
2001 року перейшов у лондонський «Арсенал», де був дублером Сола Кемпбелла та Коло Туре, тому зіграв за "канонірів лише 8 ігор, лише одну з них у чемпіонаті — 7 травня 2003 року проти «Саутгемптона» (6:1). В результаті гравця здавали в оренду «Портсмуту», а згодом у «Лілль», який згодом підписав з гравцем повноцінний контракт. Відіграв за команду з Лілля наступні три з половиною сезони своєї ігрової кар'єри. Більшість часу, проведеного у складі «Лілля», був основним гравцем захисту команди. Загалом Тавларідіс у 2011 році описав свій період у «Ліллі» як «найкрасивішу сторінку своєї кар'єри».
Влітку 2007 року підписав трирічний контракт із «Сент-Етьєном», який заплатив за грека 2,5 мільйона євро. У новій команді теж одразу став основним гравцем, утворивши якісну пару центрбеків із сенегальцем Мустафою Баяль Саллем. Згодом головний тренер Ален Перрен призначив Тавларідіса капітаном клубу після першого матчу сезону 2009/10 Ліги 1 після того, як минулого сезону він був віце-капітаном. Незабаром Тавларідіс був усунутий з посади капітана через його тривалу травму. Через це його ігровий час скоротився, і в тому сезоні він зіграв лише шість матчів за «Сент-Етьєн». Загалом Тавларідіс провів 74 матчі в усіх турнірах.
У 2010 році Тавларідіс повернувся до Греції і підписав чотирирічний контракт з «Ларисою», втім провівши лише один сезон, 9 серпня 2011 року Тавларідіс розірвав свій контракт після вильоту команди до другого дивізіону.
24 серпня 2011 року Тавларідіс підписав річний контракт з новачком вищого дивізіону ОФІ. Однак, через фінансові труднощі клубу та нерегулярну виплату зарплати, він вирішив залишити клуб 24 квітня 2012 року ще до завершення сезону 2011/12. Надалі грав за інші клуби вищого дивізіону «Атромітос» та «Панатінаїкос», а завершив ігрову кар'єру у команді другого дивізіону «Аріс», за яку виступав протягом 2017 року.

## Виступи за збірні
У 1999—2002 роках залучався до складу молодіжної збірної Греції, з якою був учасником молодіжного чемпіонату Європи 2002 року у Швейцарії, на якому греки не подолали груповий етап. Всього на молодіжному рівні зіграв у 19 офіційних матчах.
Тавларідіс зіграв два матчі у складі національної збірної Греції на Кубку конфедерацій 2005 року, який проходив у Німеччині, але греки не вийшли з групи. Надалі Тавларідіс протягом десяти років не грав за збірну і лише 17 червня 2015 року в товариському матчі проти Польщі зіграв свій третій і останній матч за збірну, вийшовши на початку другого тайму замість Сократіса Папастатопулоса.

## Статистика виступів

### Статистика виступів за збірну
| Дата      | Місто              | Господарі | Результат | Гості  | Турнір                                  | Голи | Примітки |
| --------- | ------------------ | --------- | --------- | ------ | --------------------------------------- | ---- | -------- |
| 19-6-2005 | Франкфурт-на-Майні | Японія    | 1 – 0     | Греція | Кубок Конфедерацій 2005 - груповий етап | -    | 31'      |
| 22-6-2005 | Франкфурт-на-Майні | Мексика   | 0 – 0     | Греція | Кубок Конфедерацій 2005 - груповий етап | -    | 74' 85'  |
| 16-6-2015 | Гданськ            | Польща    | 0 – 0     | Греція | товариський матч                        | -    | 46'      |
| Усього    |                    | Матчів    | 3         |        | Голів                                   | 0    |          |

## Титули і досягнення
- Чемпіон Англії (1):

«Арсенал»: 2001/02
- Володар Кубка Англії (1):

«Арсенал»: 2001/02
- Володар Суперкубка Англії (1):

«Арсенал»: 2002